# Liste der Monuments historiques in Neuville-Day
Die Liste der Monuments historiques in Neuville-Day führt die Monuments historiques in der französischen Gemeinde Neuville-Day auf.

## Liste der Immobilien
| Bezeichnung   | Beschreibung                      | Standort                       | Kennzeichnung | Schutzstatus | Datum | Bild           |
| ------------- | --------------------------------- | ------------------------------ | ------------- | ------------ | ----- | -------------- |
| Donjon de Day | Befestigungsturm, 13. Jahrhundert | Day, 3 ferme du Château (Lage) | PA00078477    | Inscrit      | 1987  | weitere Bilder |

## Liste der Objekte
| Bezeichnung             | Beschreibung                                                     | Standort                             | Kennzeichnung | Schutzstatus | Datum | Bild |
| ----------------------- | ---------------------------------------------------------------- | ------------------------------------ | ------------- | ------------ | ----- | ---- |
| Skulptur Heiliger Georg | Holz, farbig gefasst und vergoldet, 18. Jahrhundert; eingelagert | Day, in der Kirche St-Georges (Lage) | PM08000913    | Inscrit      | 1975  |      |